# Honda Legend
Der Honda Legend ist eine Limousine der oberen Mittelklasse von Honda, die in den USA und Hongkong bis 1996 als Acura Legend angeboten wurde und seitdem bis 2020 dort als Acura RL/Acura RLX vermarktet wurde.

## 1. Generation (KA1–KA6, 1985–1990)
Hondas Antwort auf die deutsche gehobene Mittelklasse wurde Ende 1985 in Deutschland eingeführt. Das viertürige Modell hatte einen 2,5-Liter-V6-Motor mit elektronischer Benzineinspritzung und leistete 127 kW (173 PS). Später wurde der Motor mit geregeltem Katalysator angeboten, die Leistung verringerte sich auf 110 kW (150 PS).
Im Herbst 1987 folgte ein zweitüriges Coupé und eine neue Motorisierung. Das überarbeitete Aggregat entwickelte 124 kW (169 PS) aus 2,7 Liter Hubraum. Die Ausstattung war für damalige Verhältnisse fast komplett, der Neupreis lag deutlich unter dem eines damals gleichwertig ausgestatteten Mercedes-Benz oder BMW. Auf der Plattform des Legend basierte der von Herbst 1986 bis Anfang 1999 gebaute Rover 800.

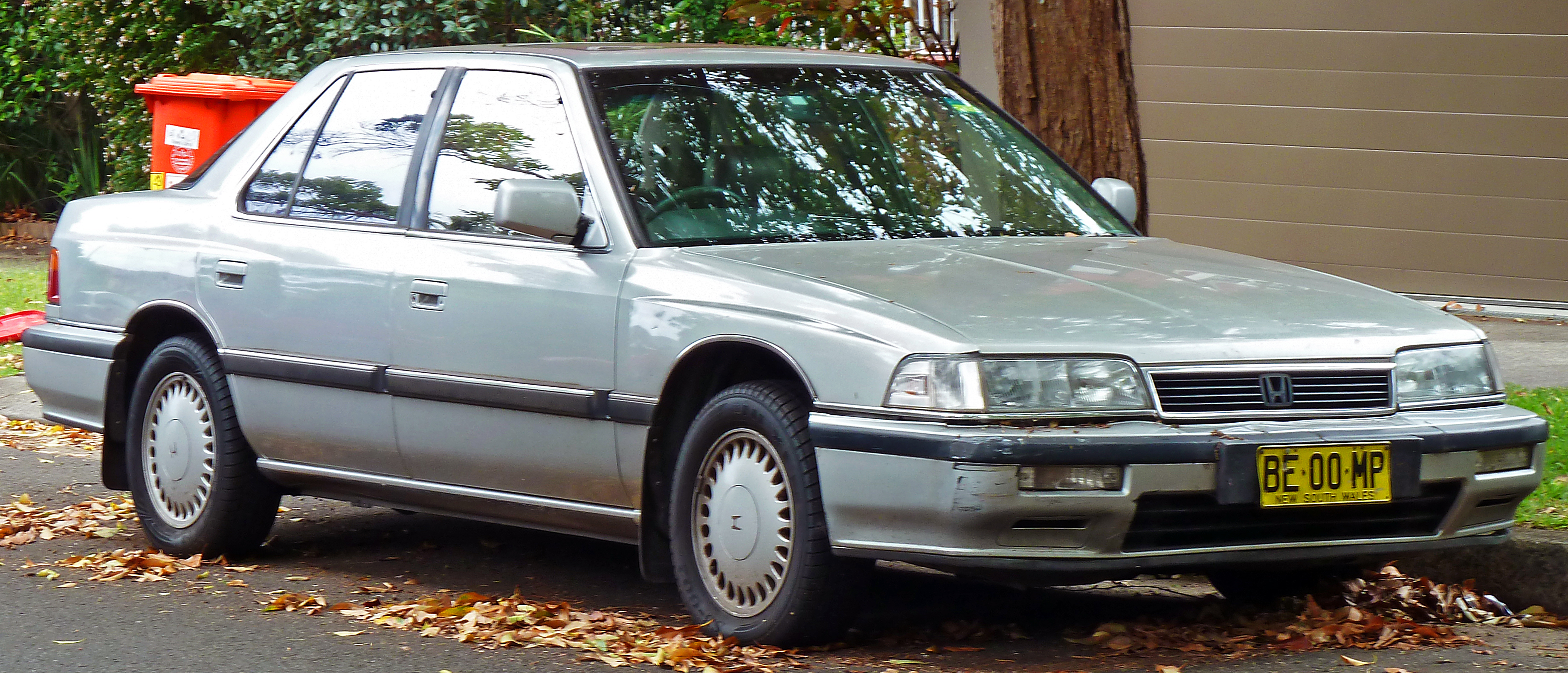
Honda Legend (1990)
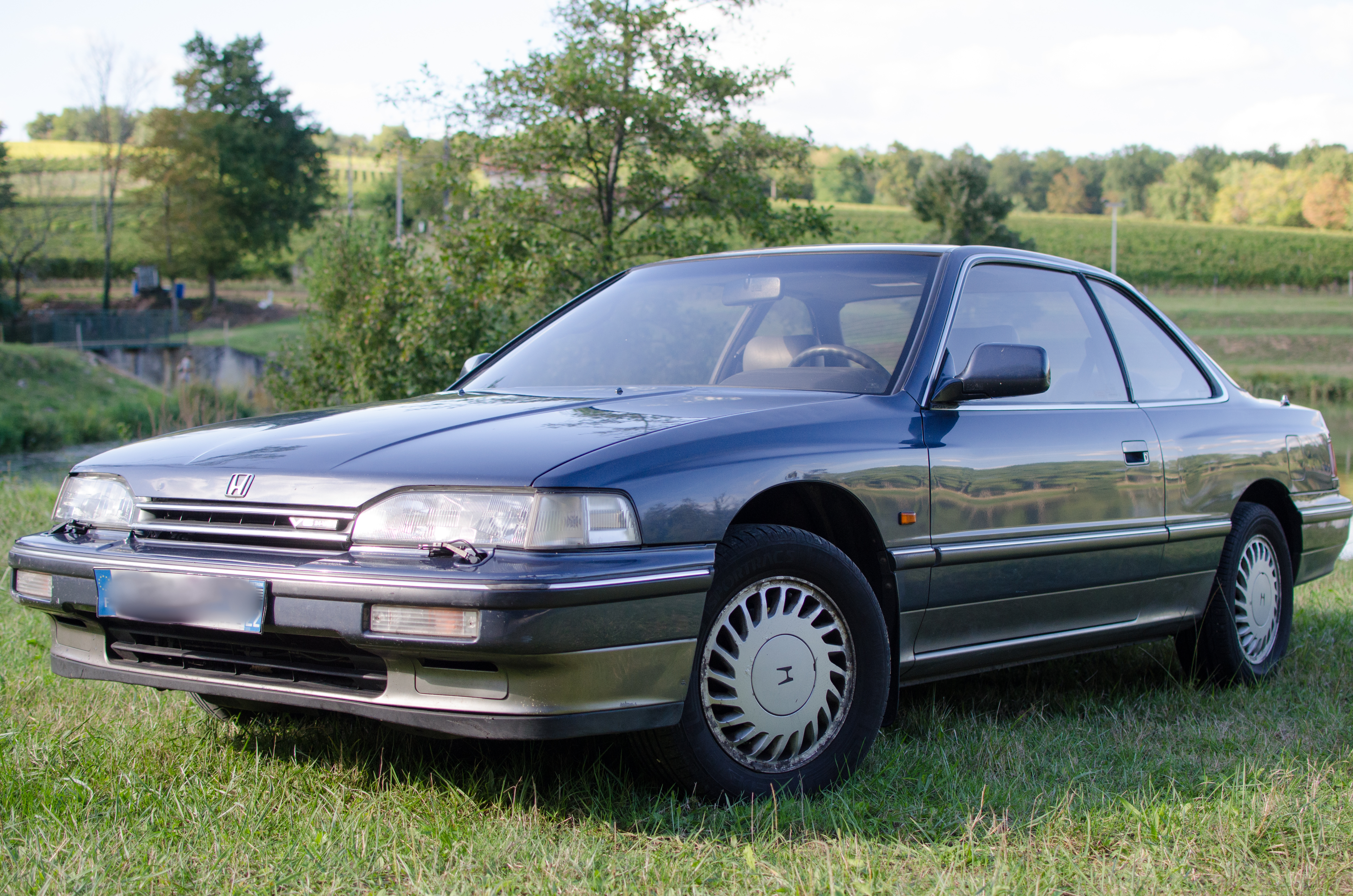
Honda Legend Coupé (1987–1990)
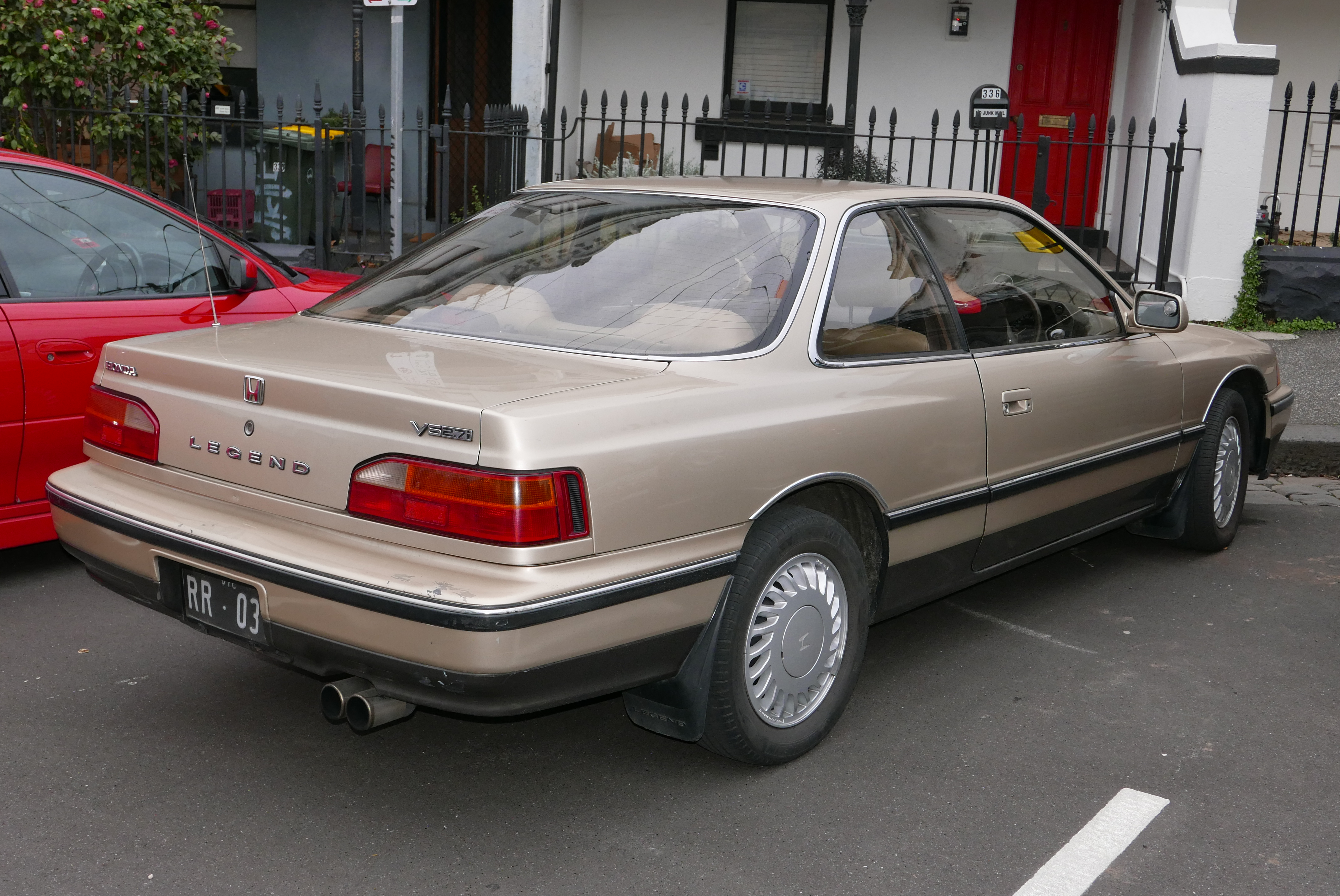
Heckansicht
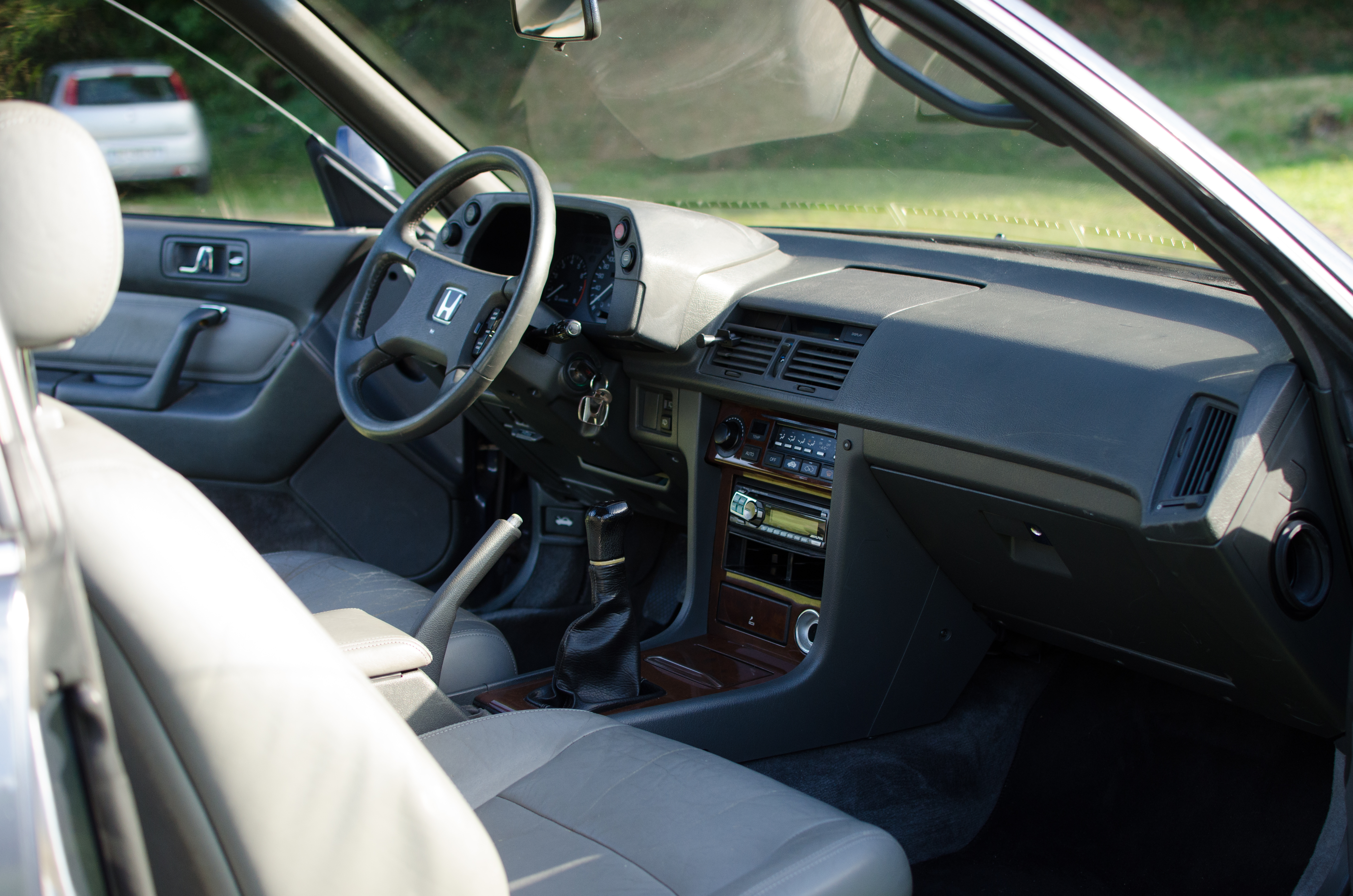
Innenraum
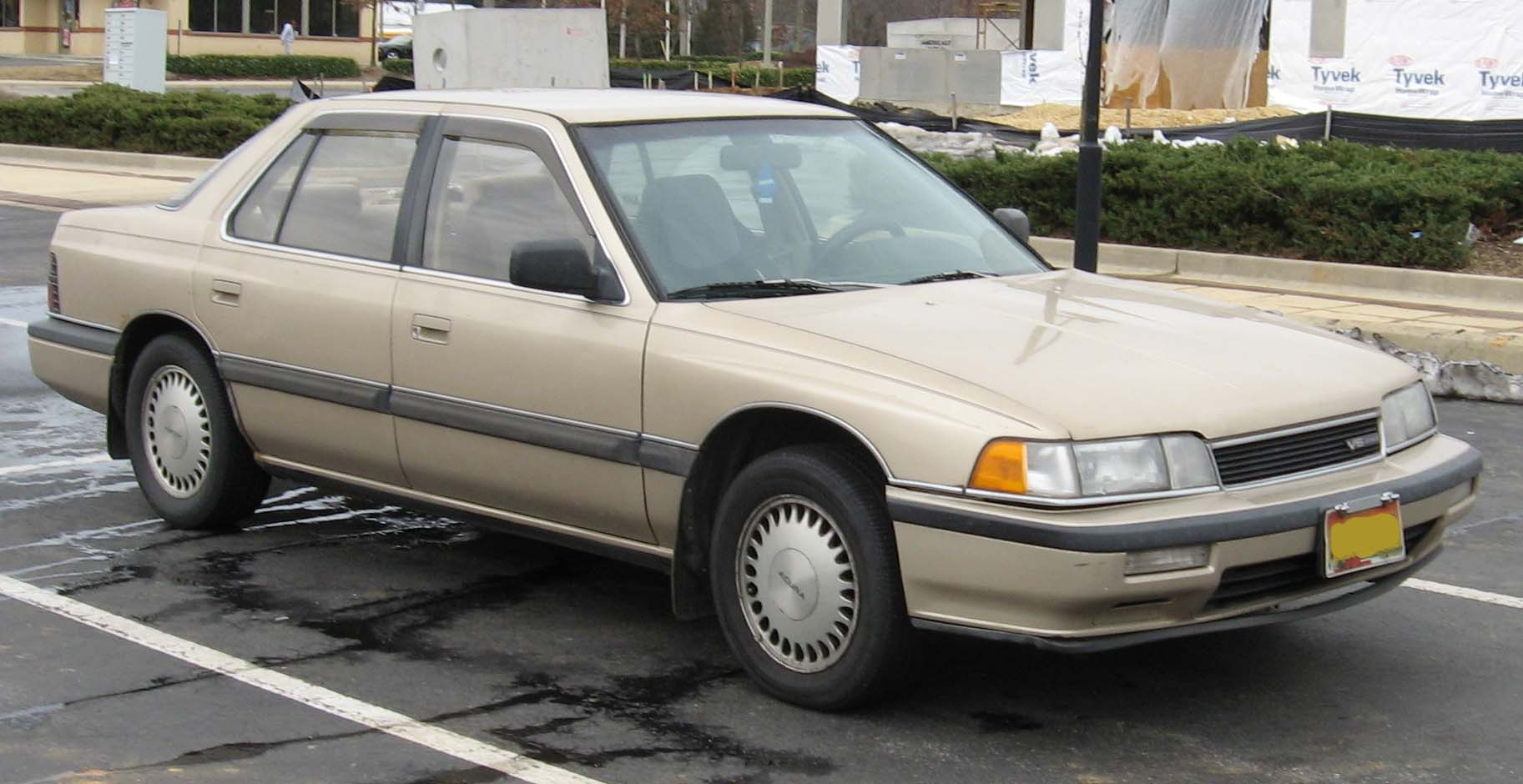
Acura Legend

## 2. Generation (KA7/KA8, 1990–1995)
Ende 1990 folgte ein Modellwechsel, zunächst erschien wieder die viertürige Limousine, dem im Frühjahr 1991 ein zweitüriges Coupé folgte.
Die Abmessungen wuchsen, ebenso die Motorisierung: Der neu entwickelte 3,2-Liter-V6-Motor leistete nun 151 kW (205 PS) bei 3,2 Liter Hubraum. Dieses Modell, speziell das Coupe, entwickelte sich zum bisher bestverkauften Legend. Eine interessante Option war das Electro Gyrocator Trägheitsnavigationssystem.
In Nordamerika gab es ab 1993 eine spezielle Version des V6-Motors für das Acura Legend Coupé, der hier nun 172 kW (233 PS) leistete. Außerdem gab es nun die Option eines 6-Gang-Schaltgetriebes.

Zwischen 1994 und 1999 wurde der Wagen in Südkorea als Daewoo Arcadia (koreanisch: 대우 아카디아) hergestellt und verkauft.

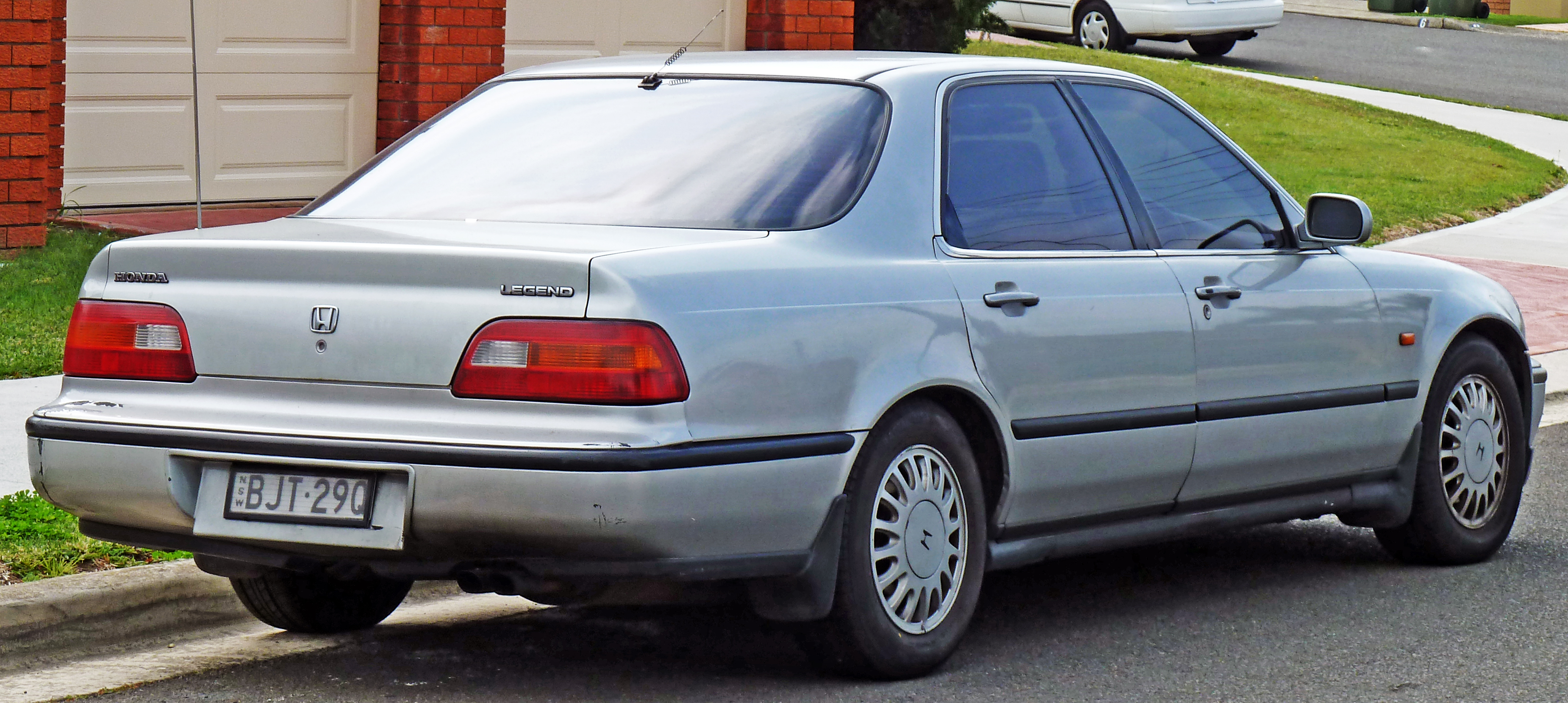
Heckansicht
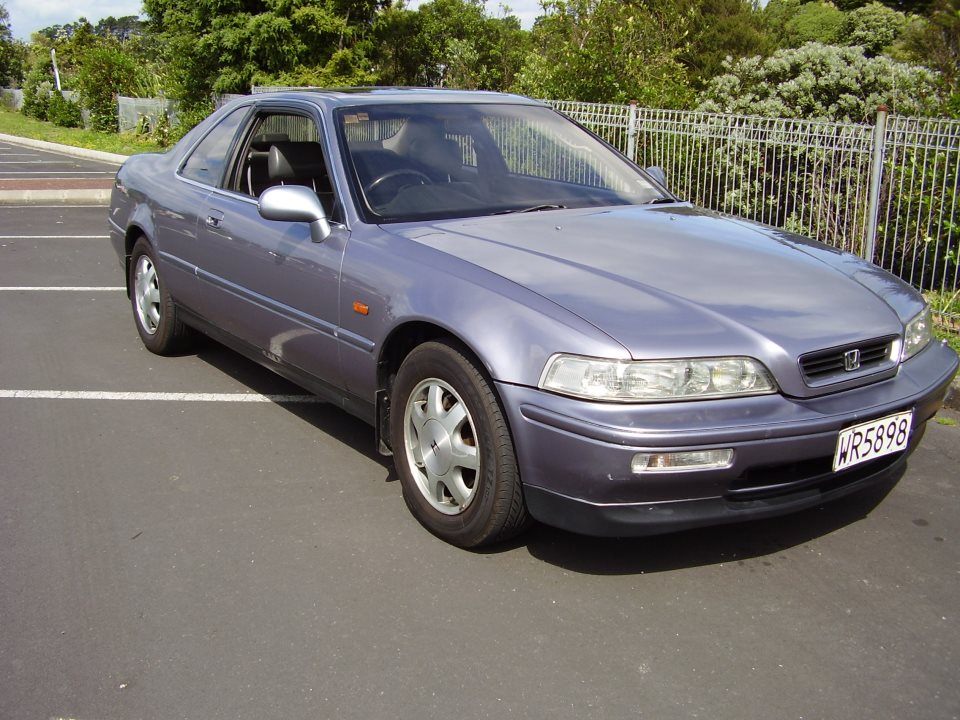
Honda Legend Coupé (1991–1995)
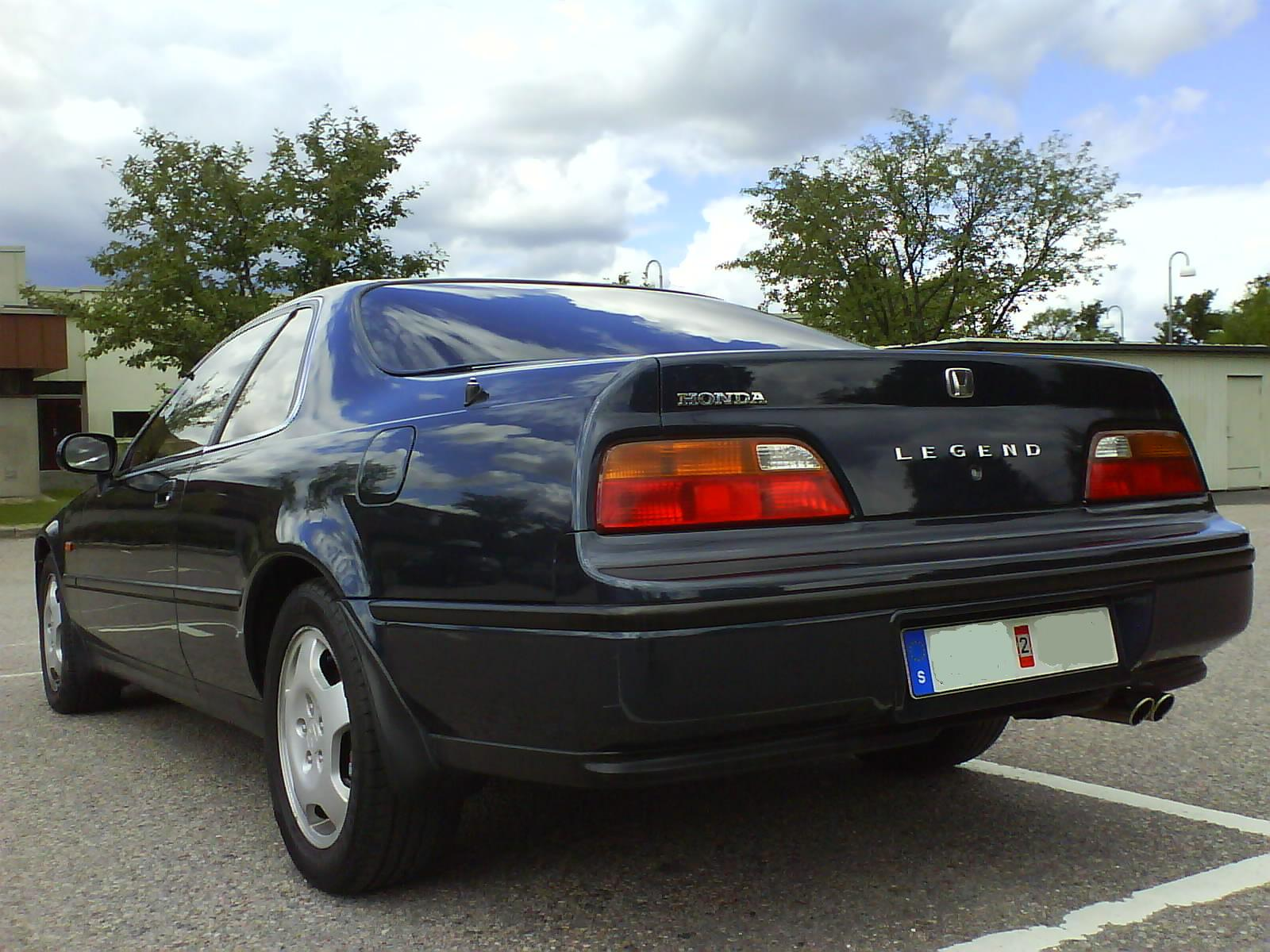
Heckansicht
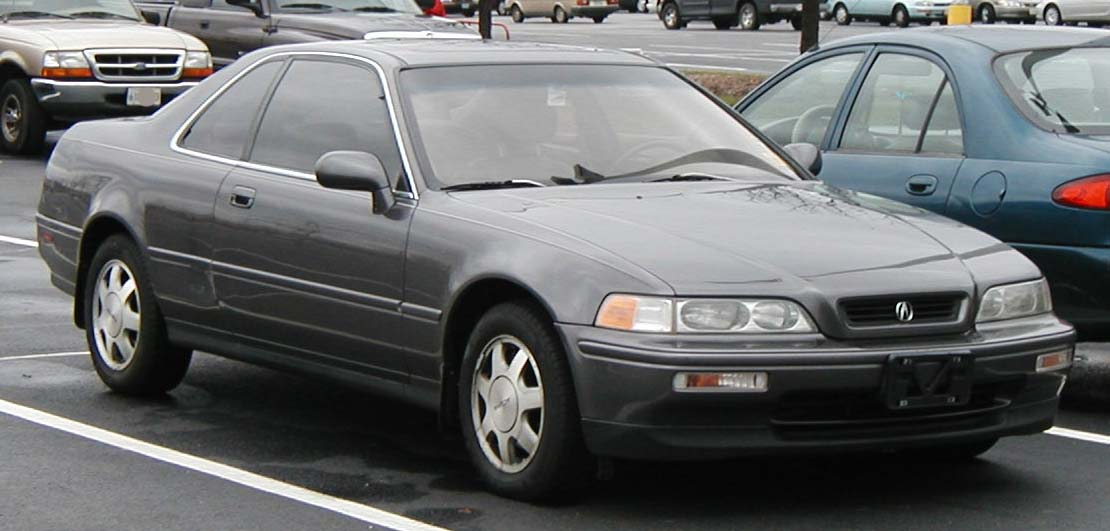
Acura Legend Coupé
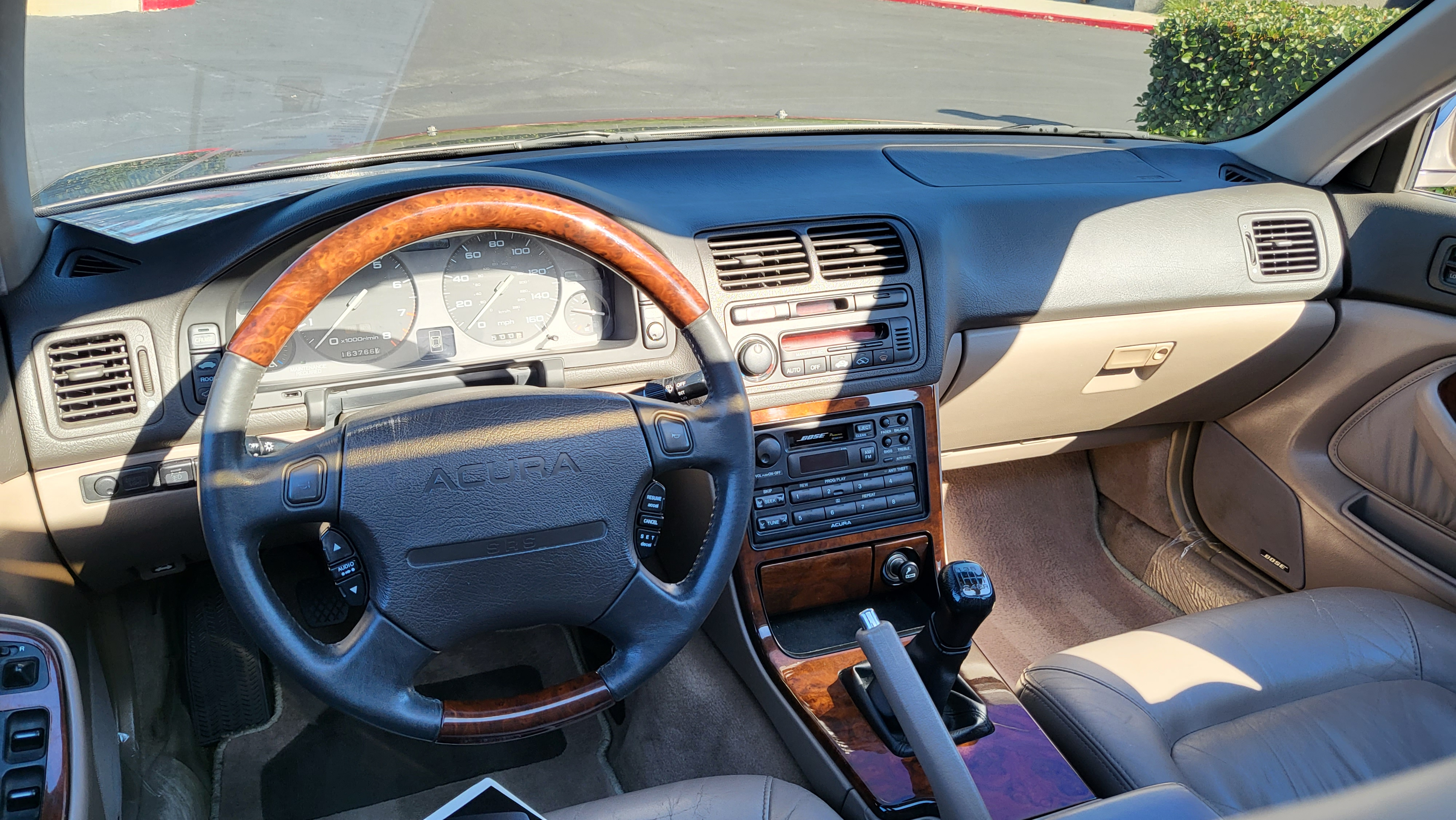
Innenraum
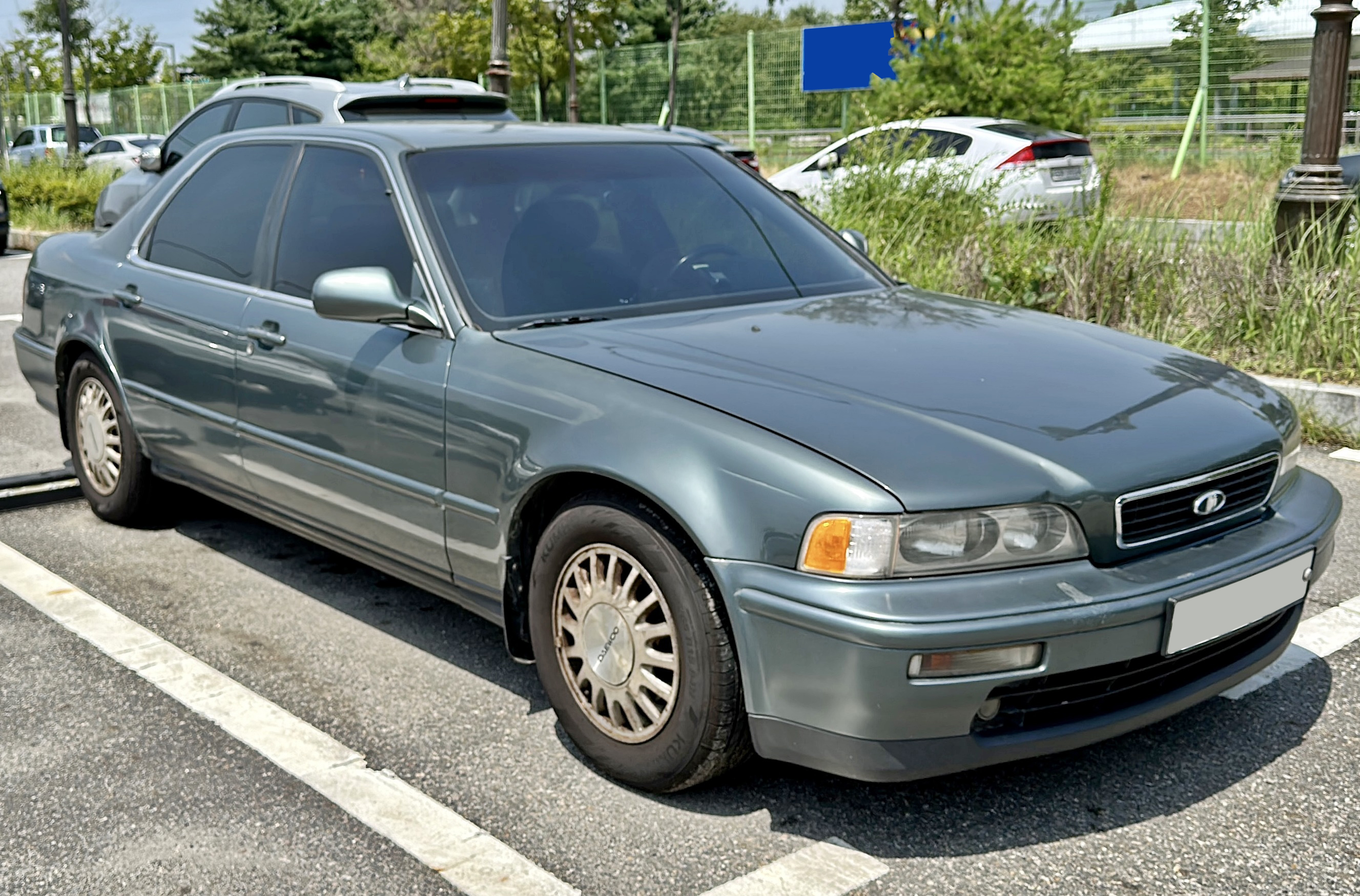
Daewoo Arcadia (1994–1999)
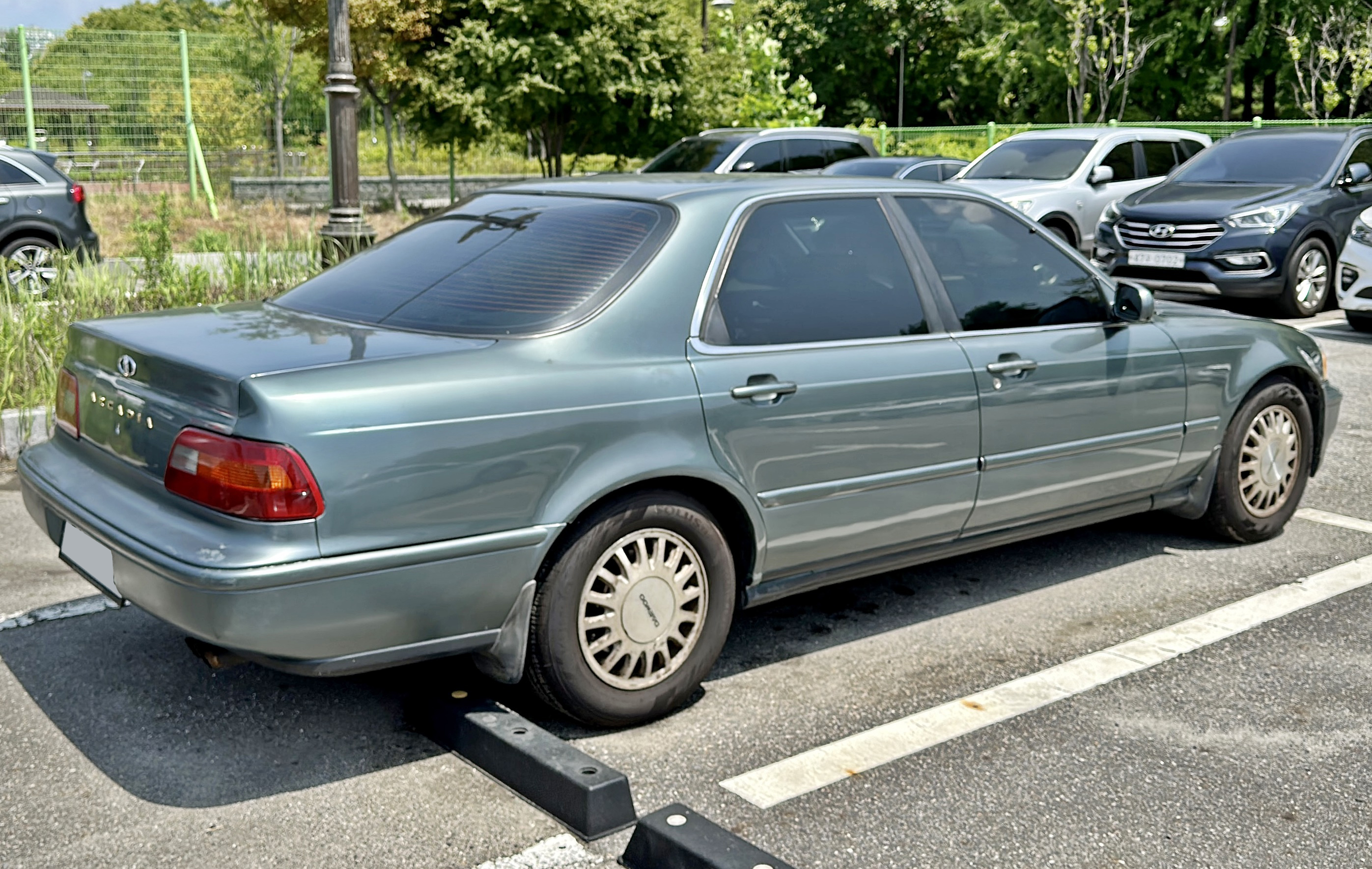
Heckansicht

## 3. Generation (KA9, 1995–2004)
Die dritte Generation des Legend erschien im Oktober 1995 und war ab Frühjahr 1996 auch in Europa erhältlich. Angeboten wurde nur noch eine viertürige Limousine. Als Nachfolger des Coupés kann in Nordamerika der ab 1996 angebotene kleinere Acura CL gesehen werden. Dort wurde der Legend fortan als Acura RL vermarktet. Der 3,5-Liter-V6-Motor leistete zu Beginn 151 kW (205 PS) und übertrug die Kraft über ein 4-Gang-Automatikgetriebe auf die Vorderräder. Der Neupreis lag bei knapp 80.000 DM.
Ab 1995 wurde der Legend in Japan mit Hondas inländischen GPS-gestützten Internavi-Navigationssystem angeboten.
Mitte 1998 wurde ein Facelift durchgeführt. Der Kühlergrill war nun in den vorderen Stoßfänger hineingezogen und sorgte so für eine markantere Front. Außerdem stieg die Leistung leicht auf 153 kW (208 PS). Die Serienausstattung wurde um Xenonlicht (nur für Abblendlicht), Seitenairbags, VSA (Fahrdynamikregelung) und eine elektrisch verstellbare Lenksäule mit Memory erweitert.

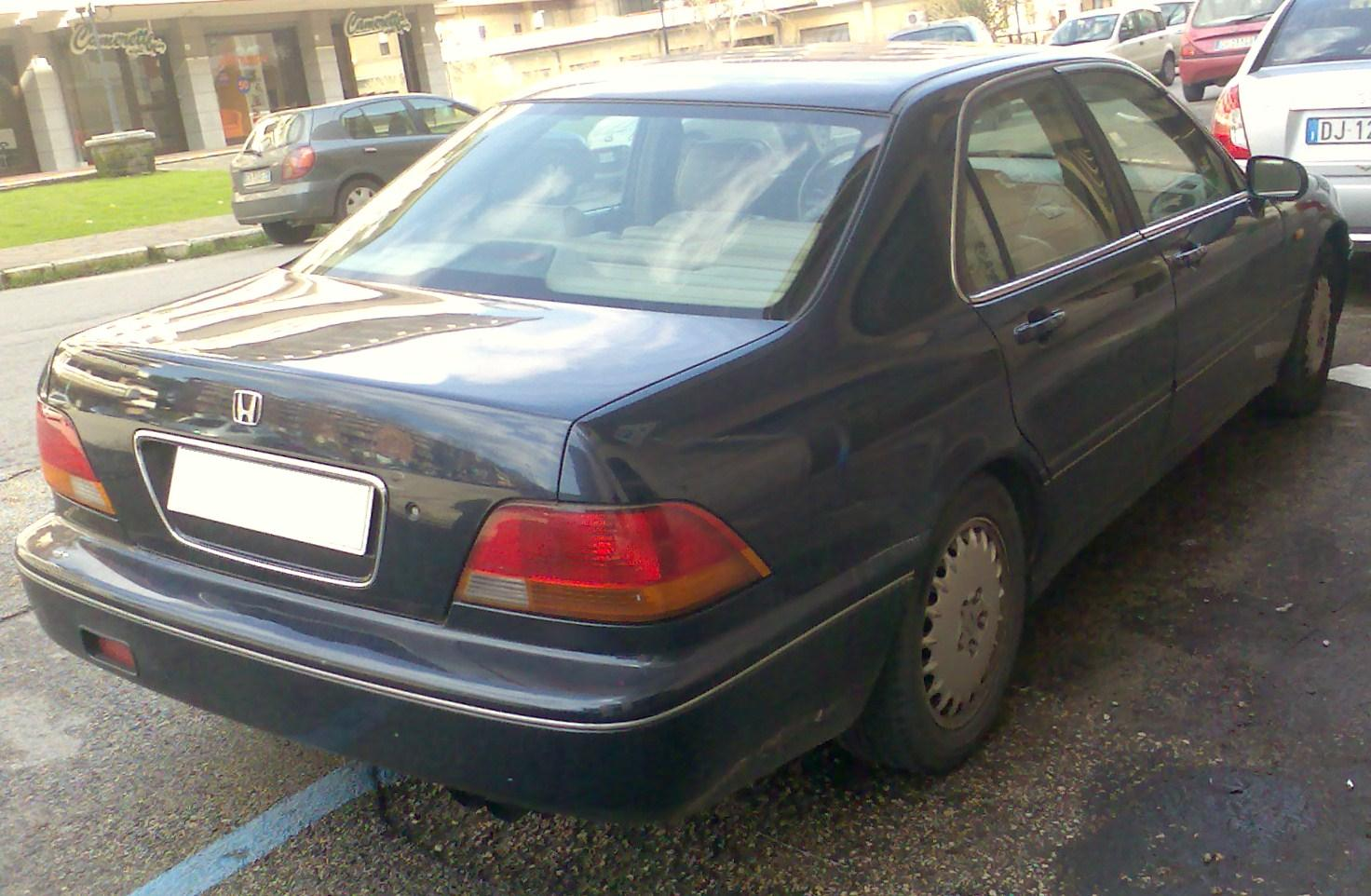
Heckansicht
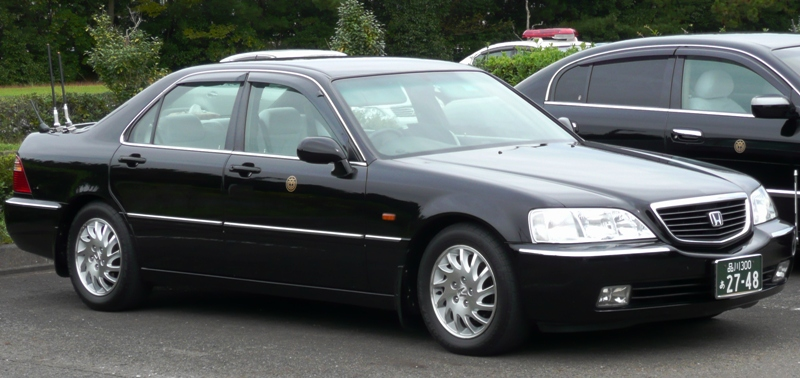
Honda Legend (1998–2004)
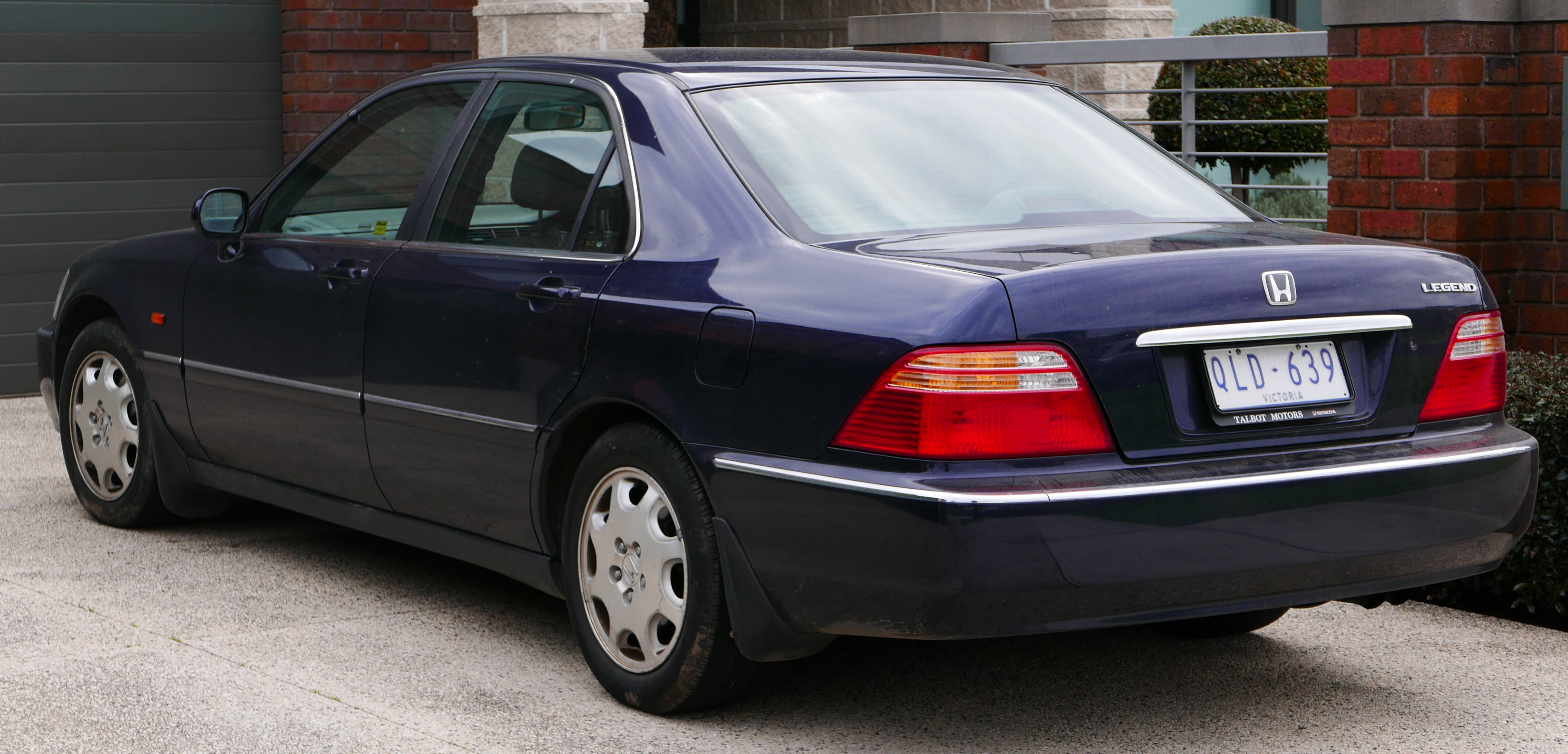
Heckansicht

### Technische Daten (2001)
|                                             | 3,5i V6                  |
| ------------------------------------------- | ------------------------ |
| Bauzeit                                     | 1998–2004                |
| Motorart                                    | V6-Ottomotor             |
| Motortyp                                    | C35A2                    |
| Verdichtungsverhältnis                      | 9,6:1                    |
| Gemischaufbereitung                         | Saugrohreinspritzung     |
| Motoraufladung                              | -                        |
| Hubraum                                     | 3474 cm³                 |
| Bohrung × Hub                               | 90 × 91 mm               |
| max. Leistung bei 1/min                     | 153 kW (208 PS)/ 5200    |
| max. Drehmoment bei 1/min                   | 303 Nm/ 2800             |
| Getriebe, serienmäßig                       | 4-Gang-Automatikgetriebe |
| Antrieb, serienmäßig                        | Frontantrieb             |
| Beschleunigung, 0–100 km/h in s             | 9,3                      |
| Höchstgeschwindigkeit, km/h                 | 215                      |
| Leergewicht (ECE)                           | 1800–1830 kg             |
| Zulässiges Gesamtgewicht                    | 2180 kg                  |
| Kraftstoffverbrauch, kombiniert in l/100 km | 12,3 l Super             |
| CO2-Emission kombiniert in g/km             | 291 g/km                 |
| Tankinhalt                                  | 68 l                     |
| Abgasnorm nach EU-Klassifikation            | Euro 3                   |
| Kofferraumvolumen, in l                     | 450 l                    |
| Preise von 2001                             | 79.980 DM / 40.983 €     |

## 4. Generation (KB1, 2004–2012)
Im Oktober 2004 wurde gleichzeitig mit der US-Acura-RL-Version (ab Modelljahr 2005) ein neues Legend-Modell in Japan vorgestellt, das für Überraschung in der Fachwelt sorgte: Zum ersten Mal seit der freiwilligen Binnenmarkt-Selbstbeschränkung der japanischen Autohersteller auf 206 kW (280 PS) im Jahr 1989 wurde ein Serienfahrzeug mit offiziell mehr als dieser Leistung angeboten. Der neu konzipierte 3,5-Liter-V6-VTEC-Motor leistete sowohl in der US- als auch in der Japan-Version 221 kW (300 PS). Ein Durchbrechen dieser Begrenzung war eher von einem Sportwagen-Modell erwartet worden, nicht von einer Limousine.
Ab Herbst 2006 wurde der neue Legend in Europa angeboten; in Deutschland zu Preisen ab 54.600 Euro. Der bereits im Acura RL verbaute VTEC-Motor, der im Europa-Legend zum Einsatz kommt, leistet hier offiziell 217 kW (295 PS). Der neue Allradantrieb SH-AWD (Super Handling-All Wheel Drive) verteilt als Active-Yaw-System das Drehmoment nicht nur variabel zwischen Vorder- und Hinterachse, sondern auch zwischen dem linken und rechten Hinterrad. Optional mit Abstandsregeltempomat.
Ende 2008 erschien eine bezüglich Design und Technik überarbeitete Version des Honda Legend. Diese war ab Frühjahr 2009 zu leicht gestiegenen Preisen erhältlich. Das Aussehen der Front des neuen Legend ähnelt dem kurz zuvor erneuerten Honda Accord. So wurde die Form der Scheinwerfer verändert, die Nebelscheinwerfer und der Kühlergrill kantiger gestaltet und der untere Lufteinlass ist nun dreigeteilt. Außerdem entfallen die lackierten Stoßleisten und die Konturen der Motorhaube werden stärker hervorgehoben.
Das Heck wurde durch den Einsatz von Lichtkanten dreidimensionaler und die Spoilerlippe wurde fließender in den Kofferraumdeckel integriert. Weiterhin wurde die Chromleiste verbreitert, der Stoßfänger verändert und mit einem schwarzen Luftauslass versehen und die Auspuffendrohre sind nun trapezförmig statt oval. Ebenso wurden die weiterhin mit LED-Technik arbeitenden Rückleuchten weniger rund gestaltet und die hinteren Stoßleisten entfallen. Im Innenraum hingegen wurden lediglich die Materialien und Farbe verändert und der Einsatz der Dekoreinlagen erweitert. Der V6-Ottomotor bekommt eine variable Ventilsteuerung namens VTEC und eine Hubraumerweiterung um 200 cm³ auf 3,7 Liter. Somit soll das maximale Drehmoment im mittleren Drehzahlbereich um bis zu 20 % erhöht werden. Dank des überarbeiteten Fünfstufen-Automatikgetriebes wurde die Beschleunigung von 0 auf 100 km/h um 0,2 Sekunden verkürzt und beträgt jetzt 7,1 Sekunden. Außerdem wurde die Dämmung des Motorraums verbessert und um einen aktiven Geräuschfilter ergänzt. Als neue, serienmäßige Sicherheitsausstattung sind nun aktive Kopfstützen für die Vordersitze verfügbar.
Nach 25 Jahren nahm Honda im Herbst 2010 den Legend in Europa wegen zu geringer Nachfrage aus dem Angebot. In Japan lief er noch zwei weitere Jahre vom Band.

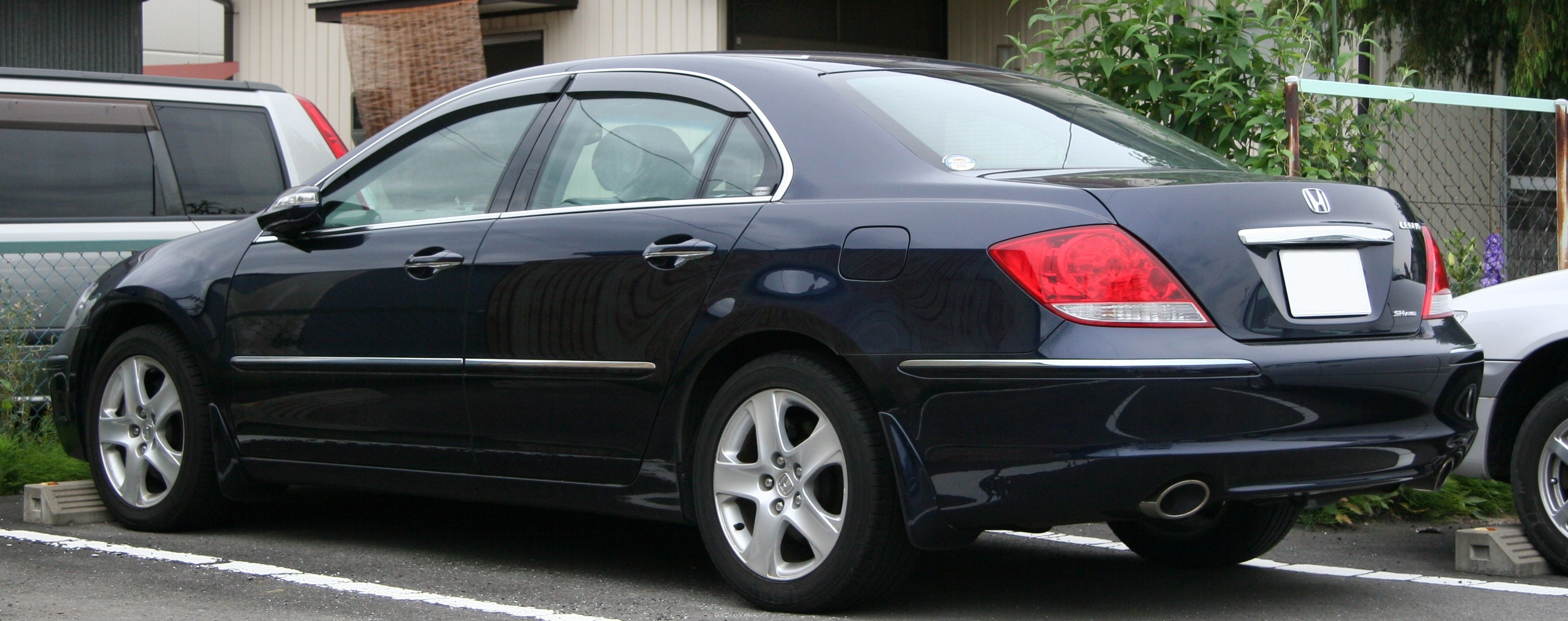
Heckansicht
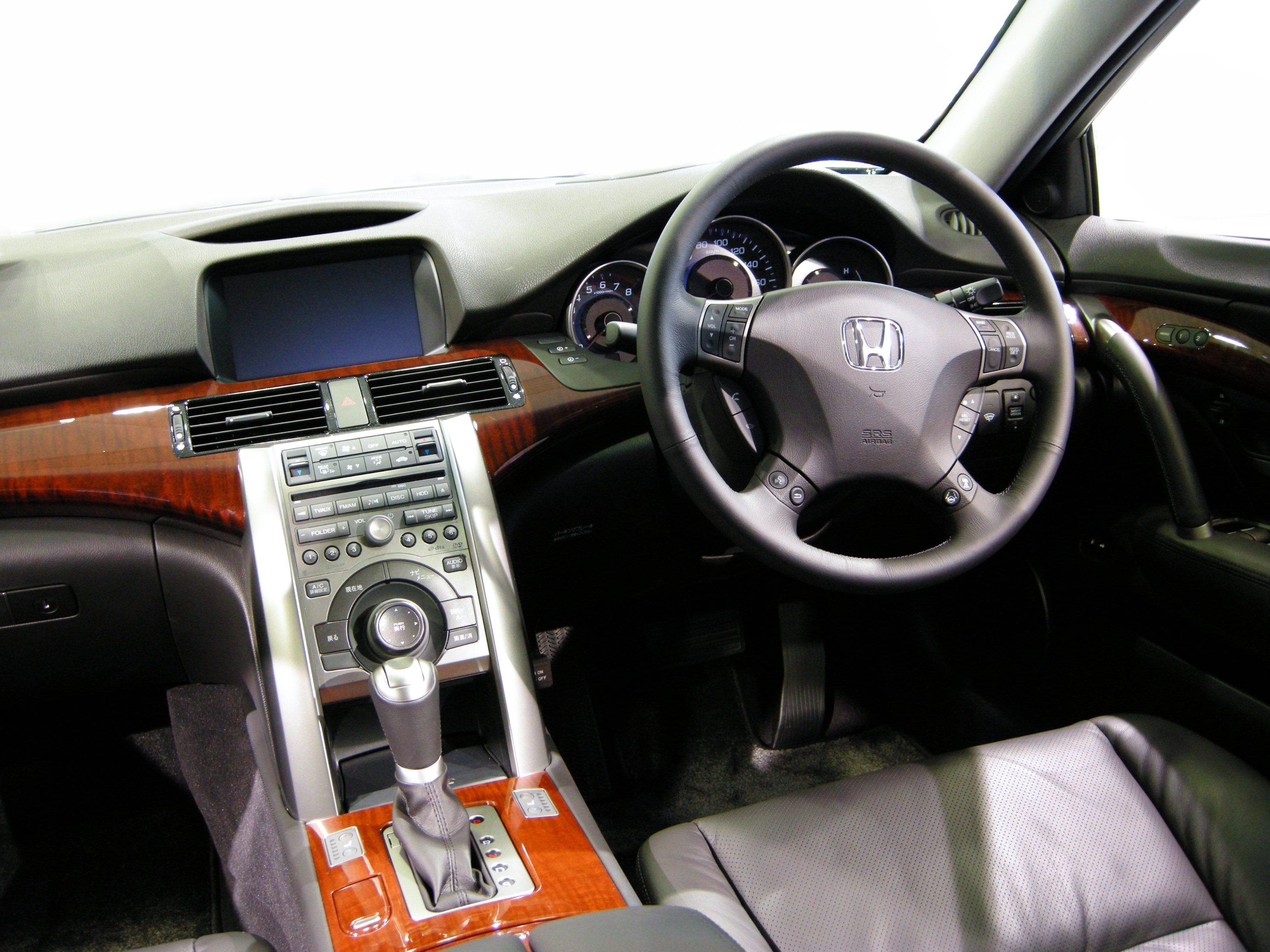
Innenraum
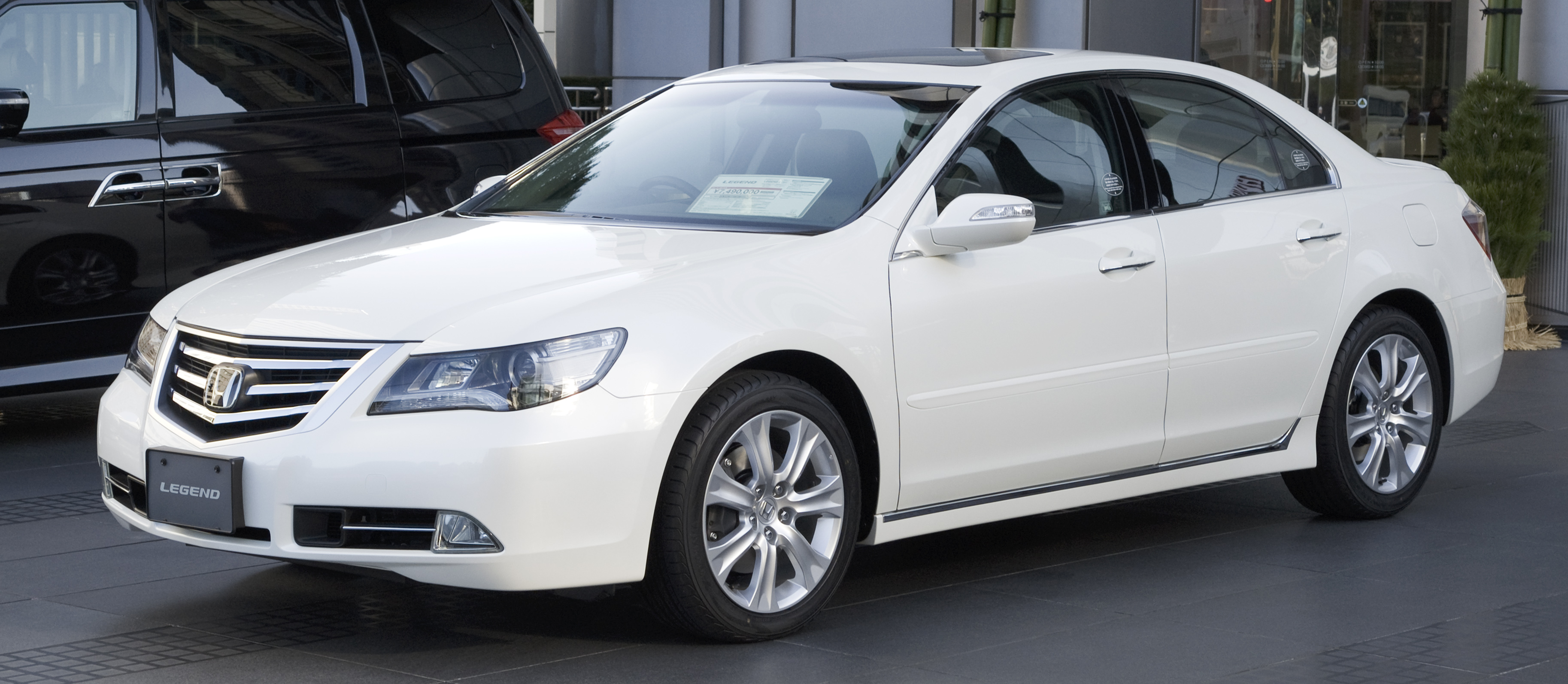
Honda Legend (2008–2012)

### Technische Daten (2006–2008)
| Modell                                    | 3.5 V6 SH-AWD          |
| Zylinderzahl                              | 6                      |
| Hubraum (cm³)                             | 3471                   |
| Getriebe                                  | 5-Stufenautomatik      |
| Max. Leistung in kW (PS)                  | 217 (295) bei 6200     |
| Max. Drehmoment (Nm)                      | 351 bei 5000           |
| Höchstgeschwindigkeit (km/h)              | 250                    |
| Beschleunigung (0–100 km/h)               | 7,3 s                  |
| Verbrauch kombiniert (l/100 km)           | 11,9                   |
| Kohlenstoffdioxid-Emissionen (kombiniert) | nicht ermittelt        |
| Tankinhalt                                | 73                     |
| Preis                                     | 54.600 € (Stand: 2007) |

### Technische Daten (2008–2012)
| Modell                                    | 3.7 V6 SH-AWD      |
| Zylinderzahl                              | 6                  |
| Hubraum (cm³)                             | 3664               |
| Getriebe                                  | 5-Stufenautomatik  |
| Max. Leistung in kW (PS)                  | 217 (295) bei 6200 |
| Max. Drehmoment (Nm)                      | 371 bei 5000       |
| Höchstgeschwindigkeit (km/h)              | 250                |
| Beschleunigung (0–100 km/h)               | 7,0 s              |
| Verbrauch kombiniert (l/100 km)           | 11,6               |
| Kohlenstoffdioxid-Emissionen (kombiniert) | 269 g/km           |
| Tankinhalt                                | 73                 |
| Preis                                     | 59.990 €           |

## 5. Generation (KC2, 2014–2021)
Die fünfte Generation des Honda Legend wurde zwischen November 2014 und Dezember 2021 in Japan verkauft und ist fast identisch mit dem Acura RLX. Diese Baureihe war nur als Sport Hybrid verfügbar und war das erste in Serie gebaute Fahrzeug, das nach Autonomiestufe 3 auf der Autobahn fahren kann. Bei einem Unfall würde demnach der Hersteller und nicht der Fahrer haften. Es wurden jedoch nur rund 100 Legend mit diesem System gebaut. Das System ist designed im Stop-and-Go-Betrieb im Geschwindigkeitsbereich bis 31 mph (50 km/h) vollständig die Kontrolle über das Fahrzeug zu übernehmen. Es funktioniert auf 90 Prozent der japanischen Autobahnen.
2020 wurde der Verkauf des RLX in den USA beendet, 2021 wurde dann auch die Produktion des Legend in Japan ohne Nachfolger eingestellt.

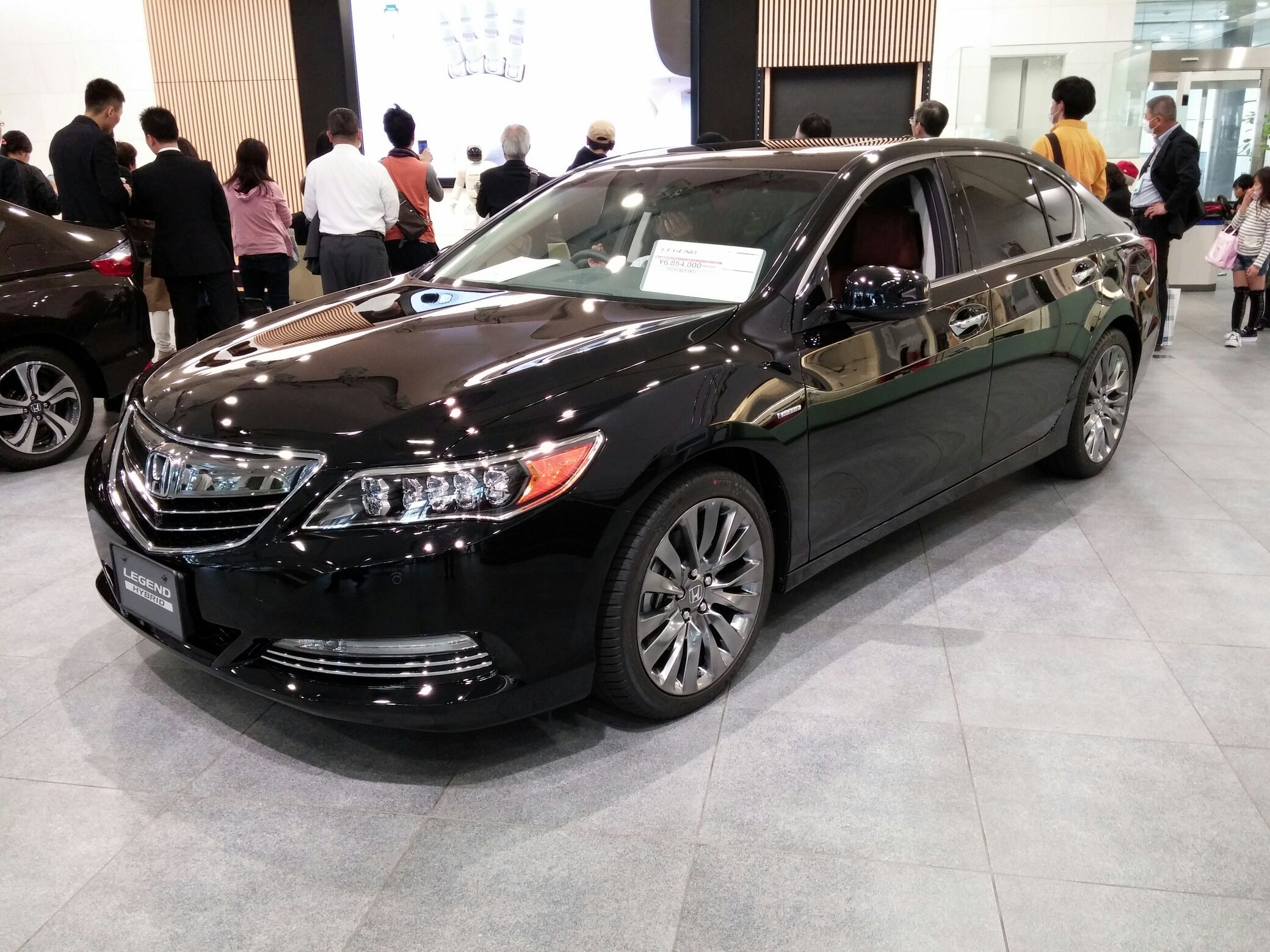
Honda Legend (2014–2021)
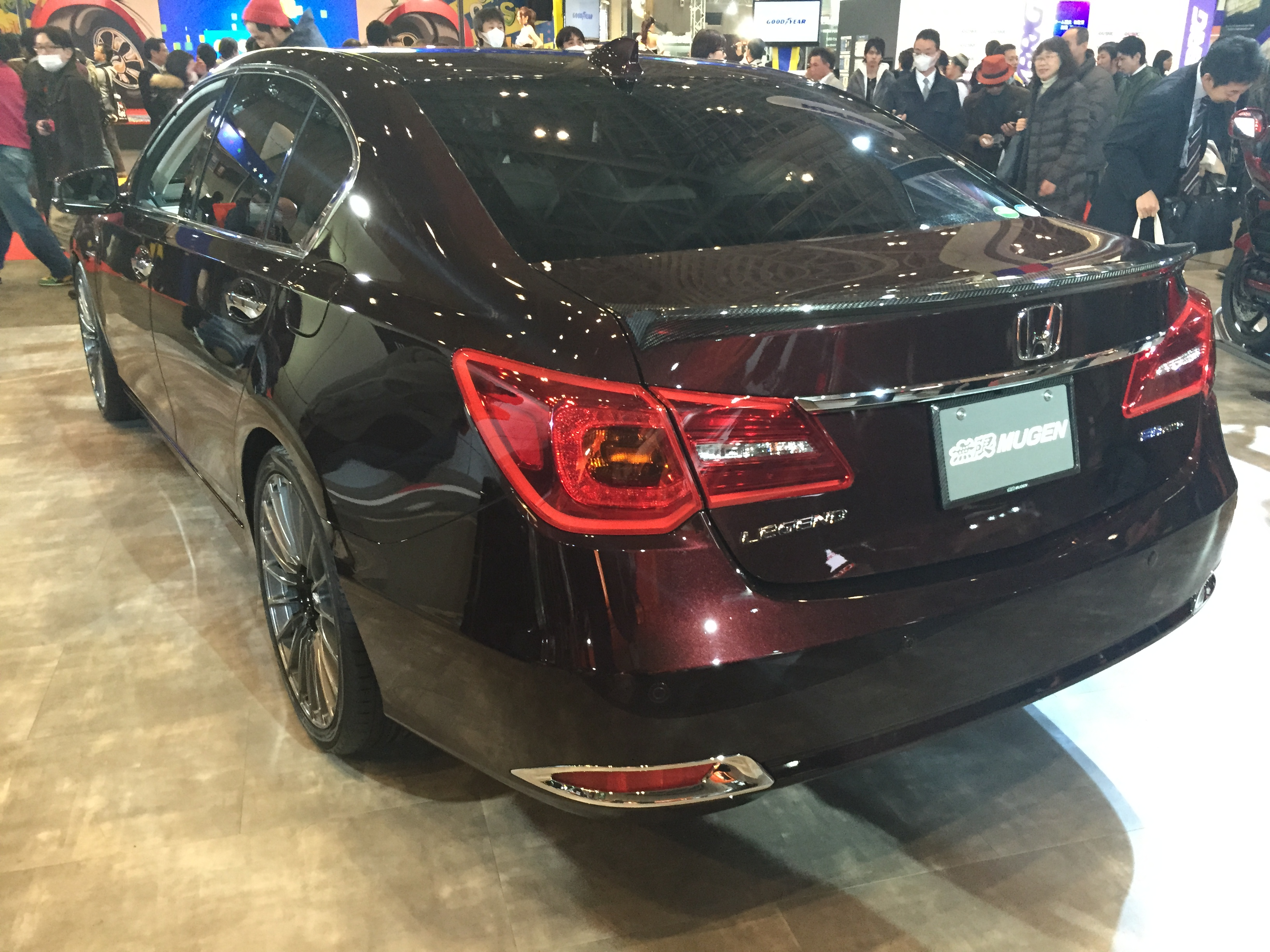
Heckansicht
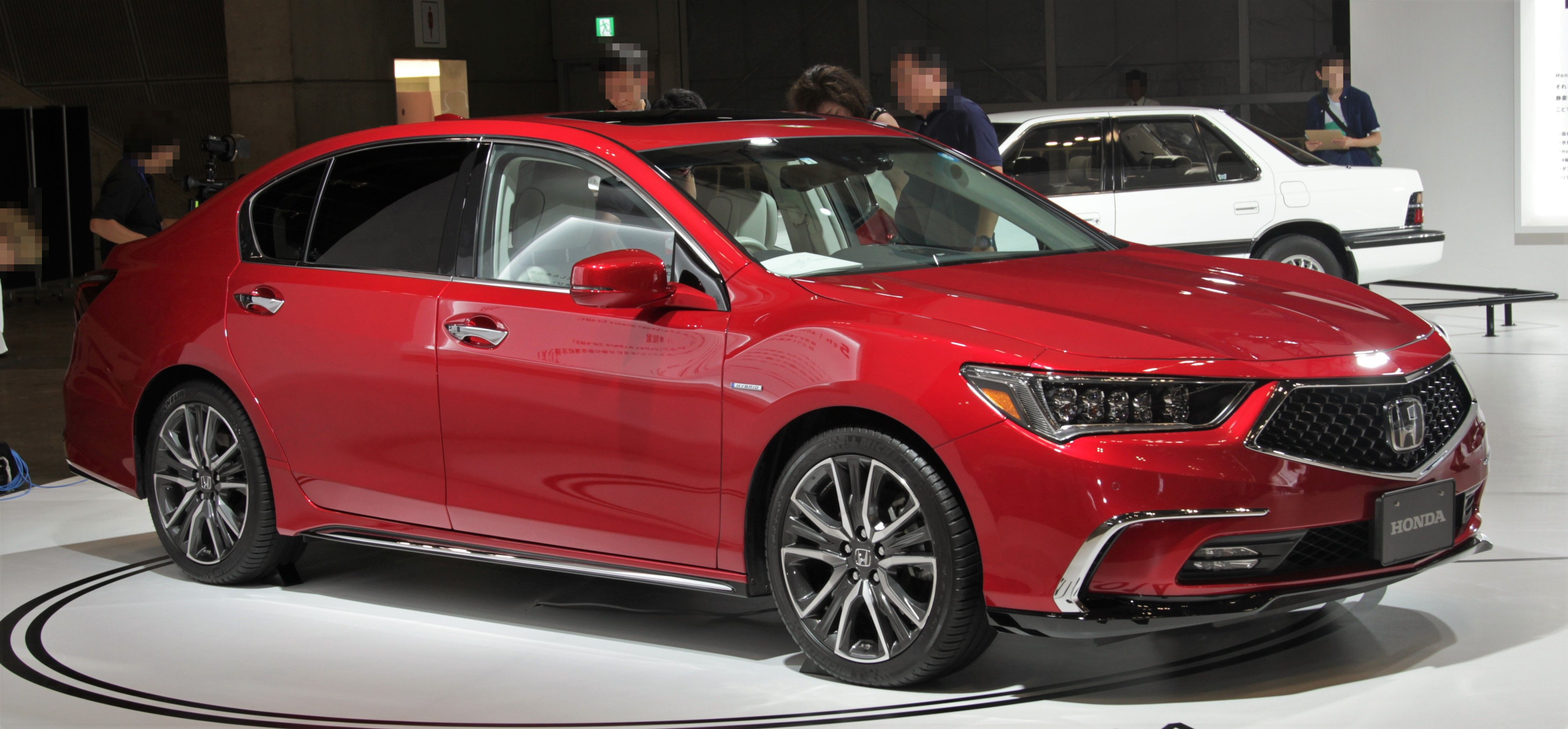
Facelift (2017–2021)
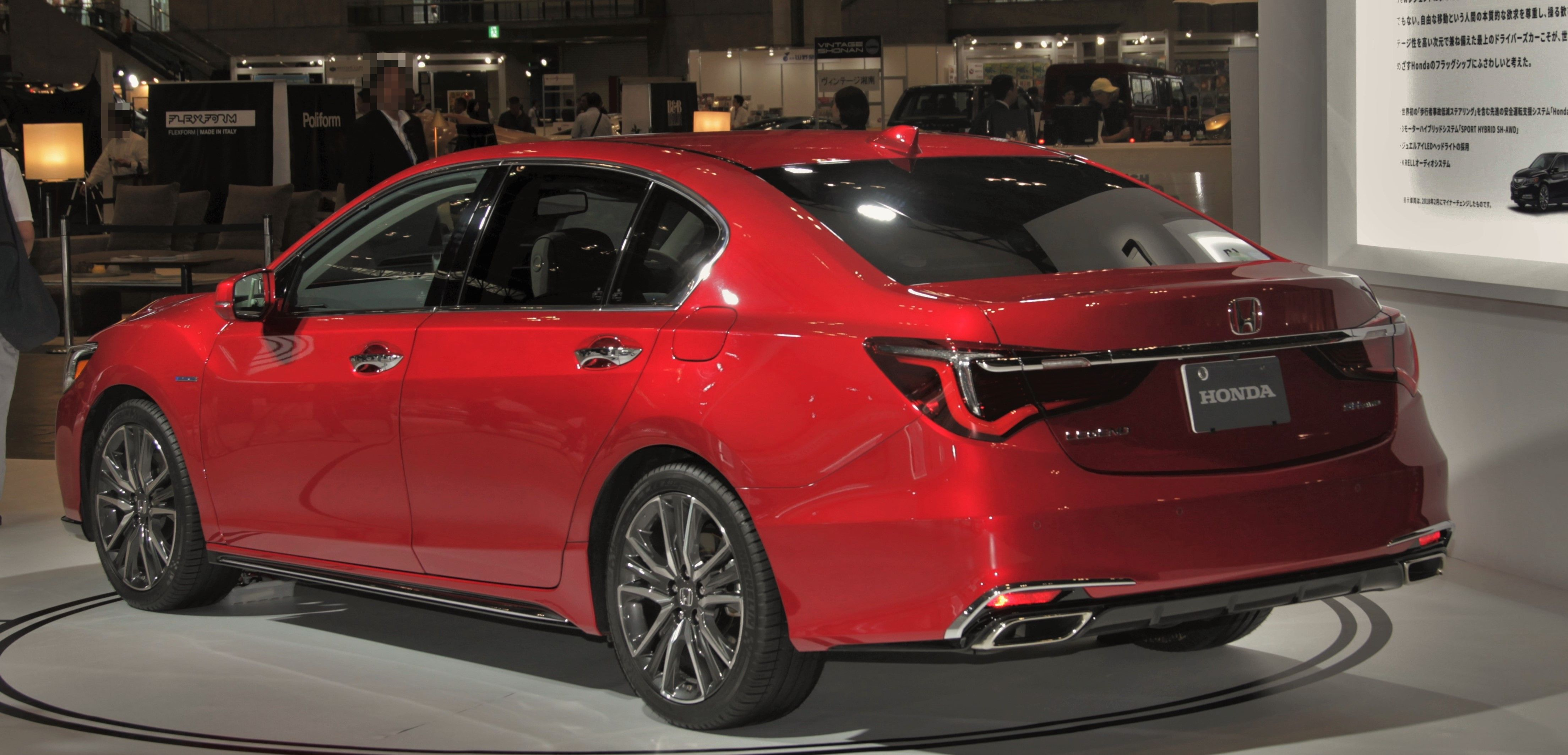
Heckansicht

## Modellhistorie
|     | Ausführung | Hubraum  | kW (PS)   |                         | von–bis   |
| --- | ---------- | -------- | --------- | ----------------------- | --------- |
| HS  | Limousine  | 2476 cm³ | 127 (173) |                         | 1985–1988 |
| HS  | Limousine  | 2476 cm³ | 110 (150) | G-Kat                   | 1985–1988 |
| KA3 | Coupé      | 2675 cm³ | 124 (169) |                         | 1988–1990 |
| KA4 | Limousine  | 2675 cm³ | 124 (169) |                         | 1988–1990 |
| KA7 | Limousine  | 3206 cm³ | 151 (205) |                         | 1990–1996 |
| KA8 | Coupé      | 3205 cm³ | 151 (205) |                         | 1991–1996 |
| KA9 | Limousine  | 3474 cm³ | 153 (208) |                         | 1996–2004 |
| KB1 | Limousine  | 3478 cm³ | 217 (295) |                         | 2004–2008 |
| KB2 | Limousine  | 3664 cm³ | 217 (295) |                         | 2008–2012 |
| KC2 | Limousine  | 3664 cm³ | 281 (377) | 3 Motoren Hybridantrieb | 2014–2021 |